# Accident (filosofia)
L'accident és el conjunt de propietats circumstancials d'un ens, oposant-se a l'essència, que és el que el defineix com allò i no pas una altra cosa qualsevol. Per exemple, és part de l'essència d'un jersei tenir un cos i unes mànigues, però és un accident ser de llana o de color blau. La distinció entre els dos tipus de característiques prové d'Aristòtil. L'accident és sempre contingent, mentre que l'essència és necessària perquè quelcom existeixi o s'esdevingui. Durant l'edat mitjana aquesta separació va ser cabdal per a la teologia, en l'intent de definir la divinitat. Willard van Orman Quine va negar que existís una divisió entre els atributs d'un subjecte, per a ell tot són accidents.